# Rogério Micale
Mário Rogério Reis Micale, dit Rogério Micale, né le 28 mars 1969 à Salvador au Brésil, est un entraîneur brésilien.

## Biographie
Rogério Micale prend la tête de l'équipe du Brésil des moins de 20 ans en mai 2015, à la suite de la démission d'Alexandre Gallo. Lors de la Coupe du monde des moins de 20 ans de 2015 en Nouvelle-Zélande, il dirige la sélection jusqu'en finale, et s'incline contre la Serbie (2-1ap). 
Alors qu'il est le sélectionneur du Brésil des moins de 20 ans, il est nommé le 21 juin 2016 sélectionneur de l'équipe du Brésil olympique, à la suite de l'éviction de Dunga. Lors des Jeux olympiques d'été de 2016 à Rio, il dirige la sélection jusqu'en finale et permet de remporter le titre olympique contre l'Allemagne (1-1, 5-4 aux tirs au but).
Il devient l'entraîneur de l'Atletico Mineiro en juillet 2017.

## Palmarès d'entraîneur
- Finaliste de la Coupe du monde des moins de 20 ans 2015 avec l'équipe du Brésil des moins de 20 ans
- Médaille d'or aux Jeux olympiques d'été de 2016 avec l'équipe du Brésil olympique